# Killing Bites
Killing Bites (яп. キリングバイツ Кирингу Байцу, «Смертельные укусы») — манга, написанная Синъей Муратой и иллюстрированная Кадзасой Сумитой. Публикуется в журнале Monthly Hero’s издательства Shogakukan с ноября 2013 года и по состоянию на март 2018 года насчитывает 17 томов. Аниме-адаптация студии Liden Films транслировалась с января по март 2018 года.

## Сюжет
Когда-то давно некий учёный создал монстров, являющихся гибридом человека и животного. Теперь богатые люди делают ставки на исход их боёв.

## Персонажи
Хитоми Удзаки (яп. 宇崎 瞳 Удзаки Хитоми)
Сэйю: Сора Амамия
Юя Номото (яп. 野本 裕也 Номото Ю:я)
Сэйю: Ватару Хатано
Эрудза Наканиси (яп. 中西 獲座 Наканиси Эрудза)
Сэйю: Маая Утида
Уи Инаба (яп. 稲葉 初 Инаба Уи)
Сэйю: Сумирэ Уэсака

## Медиа

### Манга
Манга публикуется издательством Shogakukan в журнале Monthly Hero’s с ноября 2013 года. Первый том в формате танкобона был выпущен 5 сентября 2014 года. Всего к 5 марта 2018 года опубликовано 10 томов.
Список томов
| №  | Дата публикации      | ISBN                   |
| -- | -------------------- | ---------------------- |
| 1  | 5 сентября 2014 года | ISBN 978-4-86468-379-1 |
| 2  | 4 октября 2014 года  | ISBN 978-4-86468-383-8 |
| 3  | 5 марта 2015 года    | ISBN 978-4-86468-402-6 |
| 4  | 5 сентября 2015 года | ISBN 978-4-86468-431-6 |
| 5  | 5 марта 2016 года    | ISBN 978-4-86468-452-1 |
| 6  | 5 сентября 2016 года | ISBN 978-4-86468-472-9 |
| 7  | 4 марта 2017 года    | ISBN 978-4-86468-493-4 |
| 8  | 5 октября 2017 года  | ISBN 978-4-86468-521-4 |
| 9  | 25 января 2018 года  | ISBN 978-4-86468-535-1 |
| 10 | 5 марта 2018 года    | ISBN 978-4-86468-545-0 |

### Аниме
Аниме по мотивам манги было анонсировано в выпуске Monthly Hero’s за апрель 2017 года. Производство осуществлялось студией Liden Films под руководством режиссёра Ясуто Нисикаты. Сценарий написан Аои Акасиро. Композитор — Ясухару Таканаси. Аниме-сериал транслировался в программном блоке Animeism телеканала MBS с 13 января по 31 марта 2018 года.
Начальной темой сериала является песня «killing bites» дуэта fripSide; финальную тему под названием «Kedamono Damono» (яп. ケダモノダモノ Кэдамоно Дамоно) исполняет Кицунэцуки.
Список серий
| № серии | Название | Дата премьеры        |
| ------- | --- | -------------------- |
| 1       | Победит тот, у кого острее клыки «Киба но сурудои ката га кацу» (牙の鋭い方が勝つ)                                      | 13 января 2018 года  |
| 2       | Чёрт, я могу влюбиться в тебя «Яббай хорэтяй со:» (やっばい惚れちゃいそう)                                              | 20 января 2018 года  |
| 3       | У меня правда нет искупающих качеств «Хонтто нани но ториэ мо найн дэсу» (ほんっと何の取り柄もないんです)               | 27 января 2018 года  |
| 4       | Поэтому я попросила тебя остановиться, подлец! «Да кара ямэро то итта но ё кудзу га!» (だから辞めろと言ったのよクズが!) | 3 февраля 2018 года  |
| 5       | Я могу делать что угодно, это свобода «Доннафу:ни-ханруу то, дзию:» (どんな風に犯るうと, 自由)                          | 10 февраля 2018 года |
| 6       | Какая разница? «Сонна кото, ватаси га сирука» (そんな事、私が知るか)                                                    | 17 февраля 2018 года |
| 7       | Потому что… Я так чувствую! «Датте… Со:иу кибун нан дакара» (だって…そういう気分なんだから)                             | 24 февраля 2018 года |
| 8       | Чёрт… Чёрт, чёрт, чёрт, чёрт!! «Ябаи… Ябаи Ябаи Ябаи Ябаи!!» (やばい…やばいやばいやばいやばい!!)                        | 3 марта 2018 года    |
| 9       | Оно совершенно несгибаемо! «Сорэдакэ ва дзэттай ни магэнай!» (それだけは絶対に曲げない!)                                | 10 марта 2018 года   |
| 10      | Пойдём вместе «Иссё но ико:» (一緒に行こう)                                                                             | 17 марта 2018 года   |
| 11      | Не дразни маму «Мама во… идзимэру на» (ママを...いじめるな)                                                             | 24 марта 2018 года   |
| 12      | Спасибо за всё «Има мадэ Аригато на» (今までありがとな)                                                                 | 31 марта 2018 года   |